# Alloeochaete
Alloeochaete, rod jednosupnica iz porodice trava, dio je potporodice Panicoideae. Posotoji nekoliko vrsta raširenih po tropskoj Africi (Angola, Malavi, Mozambik, Tanzanija)
Rod je opisan 1940.

## Vrste
1. Alloeochaete andongensis (Rendle) C.E.Hubb.
2. Alloeochaete geniculata Kabuye
3. Alloeochaete gracillima Kabuye
4. Alloeochaete namuliensis Chippind.
5. Alloeochaete oreogena Launert
6. Alloeochaete ulugurensis Kabuye